# IC 1127
IC 1127 је спирална галаксија у сазвјежђу Змија која се налази на листи објеката дубоког неба у Индекс каталогу.
Деклинација објекта је + 23° 30' 9" а ректасцензија 15h 34m 57,2s. Привидна величина (магнитуда) објекта IC 1127 износи 13,4 а фотографска магнитуда 14,0. IC 1127 је још познат и под ознакама IC 4553, UGC 9913, MCG 4-37-5, IRAS 15327+2340, KCPG 470B, CGCG 136-17, ARP 220, VV 540, PGC 55497.